# Biosyntes
Ej att förväxla med Biogenes som är en beteckning för hur liv uppstår.
Biosyntes betecknar processer som katalyseras (d.v.s. möjliggörs, eller åtminstone påskyndas) av enzymer i cellerna hos levande organismer genom vilka mera komplicerade (i normalfallet) produkter framställs ur enklare, eller åtminstone mera ursprungliga/grundläggande, byggstenar, vanligen till priset av energiförbrukning. En biosyntetisk process består ofta av flera steg i vilka produkten i ett steg används som substrat (utgångsmaterial) i nästa. Enzymernas roll i sammanhanget är att de styr vilken eller vilka produkter som bildas i de olika stegen i processen, och varje steg styrs av egna enzymer. Enzymerna förbrukas ej, och så snart ett enzym har fullgjort sin "uppgift" är det redo att ta itu med samma sak igen. Exempel på sådana synteskedjor är t.ex. produktionen av aminosyror, fettsyror eller mera komplicerade föreningar. Nedan visas, som exempel, biosyntesen av aminosyran asparagin från oxalättiksyra (oxaloacetate i  figuren), i två steg:

1. Med hjälp av enzymet "transaminas" omvandlas oxalättiksyran till asparaginsyra (aspartate). För att kunna göra detta omvandlas samtidigt en molekyl glutaminsyra (glutamate) till α-ketoglutarsyra (α-ketoglutarate). Det som händer i detta steg, och som enzymet transaminas åstadkommer, är alltså att byta plats på amin-gruppen (-NH3+) och det dubbelbundna syret (=O) mellan de båda föreningarna. (För fullständighetens skull skall nämnas att det tillsammans med amingruppen även flyttas ett väte; detta är dock ej utritat i figuren.)

2. Enzymet "asparaginsynteas" omvandlar sedan asparaginsyran till asparagin genom att samtidigt omvandla en molekyl glutamin till glutaminsyra (glutamate) - att vi fick tillbaka glutaminsyremolekylen som förbrukades i första steget är bara en tillfällighet som uppstod just i detta fall. Även denna gång byttes en amin-grupp (H2N-) mot ett syre (O--) mellan föreningarna, men också detta var en tillfällighet i just detta fall. Denna omvandling var energikrävande och energin fick vi från en ATP-molekyl som omvandlades till AMP och oorganiskt fosfat (PPi). 

Nettoeffekten av biosyntesen var att en molekyl oxalättiksyra ombildades till en asparaginmolekyl, till priset av energin från en ATP-molekyl och att en glutaminmolekyl byttes mot en α-ketoglutarsyremolekyl. Resultatet (asparagin) ser inte mycket krångligare ut än utgångsmaterialet (oxalättiksyra), men det kostade energi att framställa och oxalättiksyra är en mycket grundläggande byggnadssten i metabolismen.

Förutsättningarna för biosyntes är substrat (utgångsmaterial), kemisk energi (som hos exempelvis ATP i exemplet ovan) och katalytiska enzymer, vilka i sin tur kan behöva kofaktorer ("hjälpmolekyler") som exempelvis NADH+H+.